# MS Batory

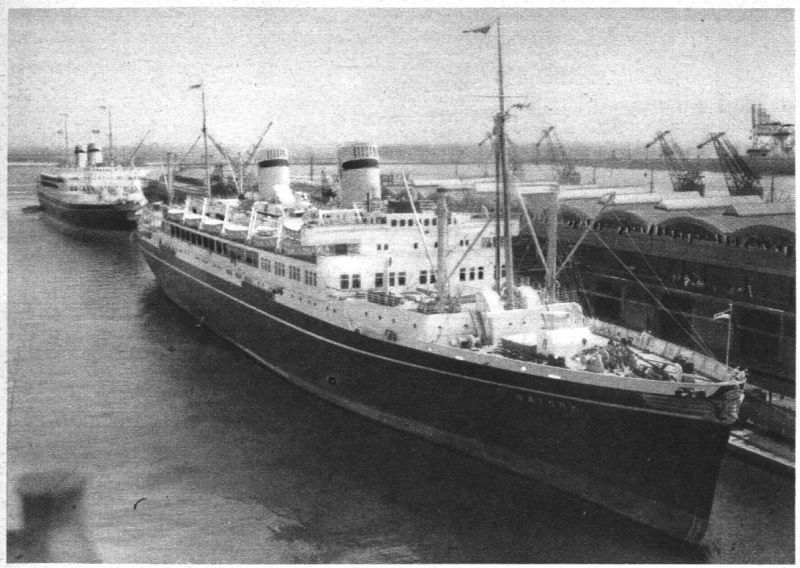
„Batory” (za nim „Piłsudski”) przy Dworcu Morskim w Gdyni w 1937 roku

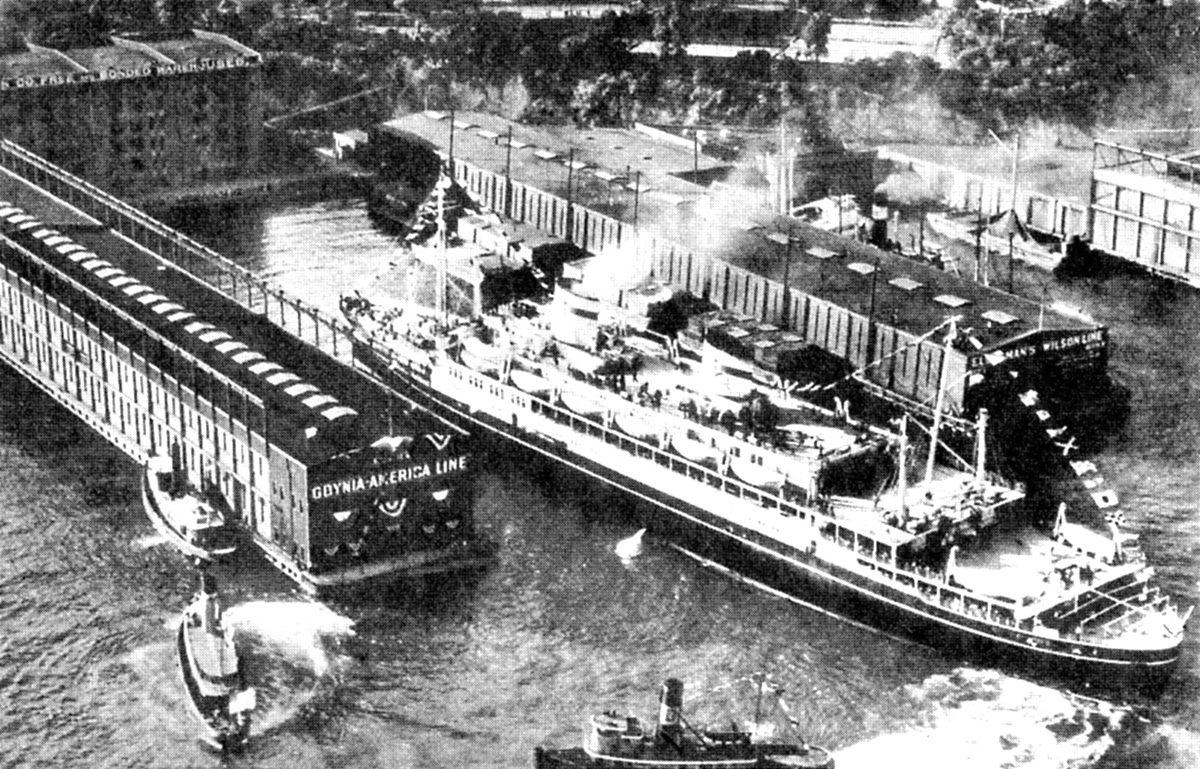
Pierwsze wejście "Batorego" do portu nowojorskiego.

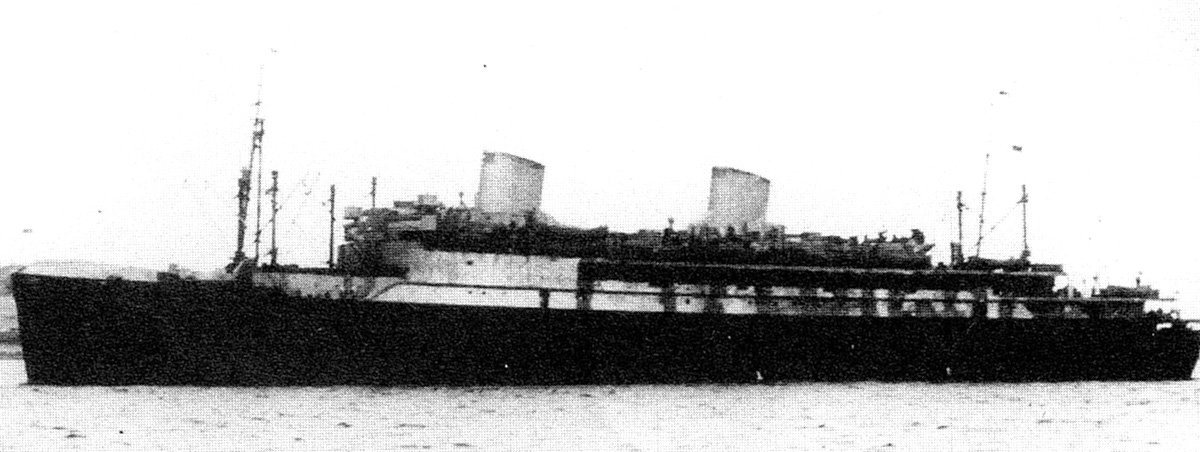
„Batory” w barwach wojennych

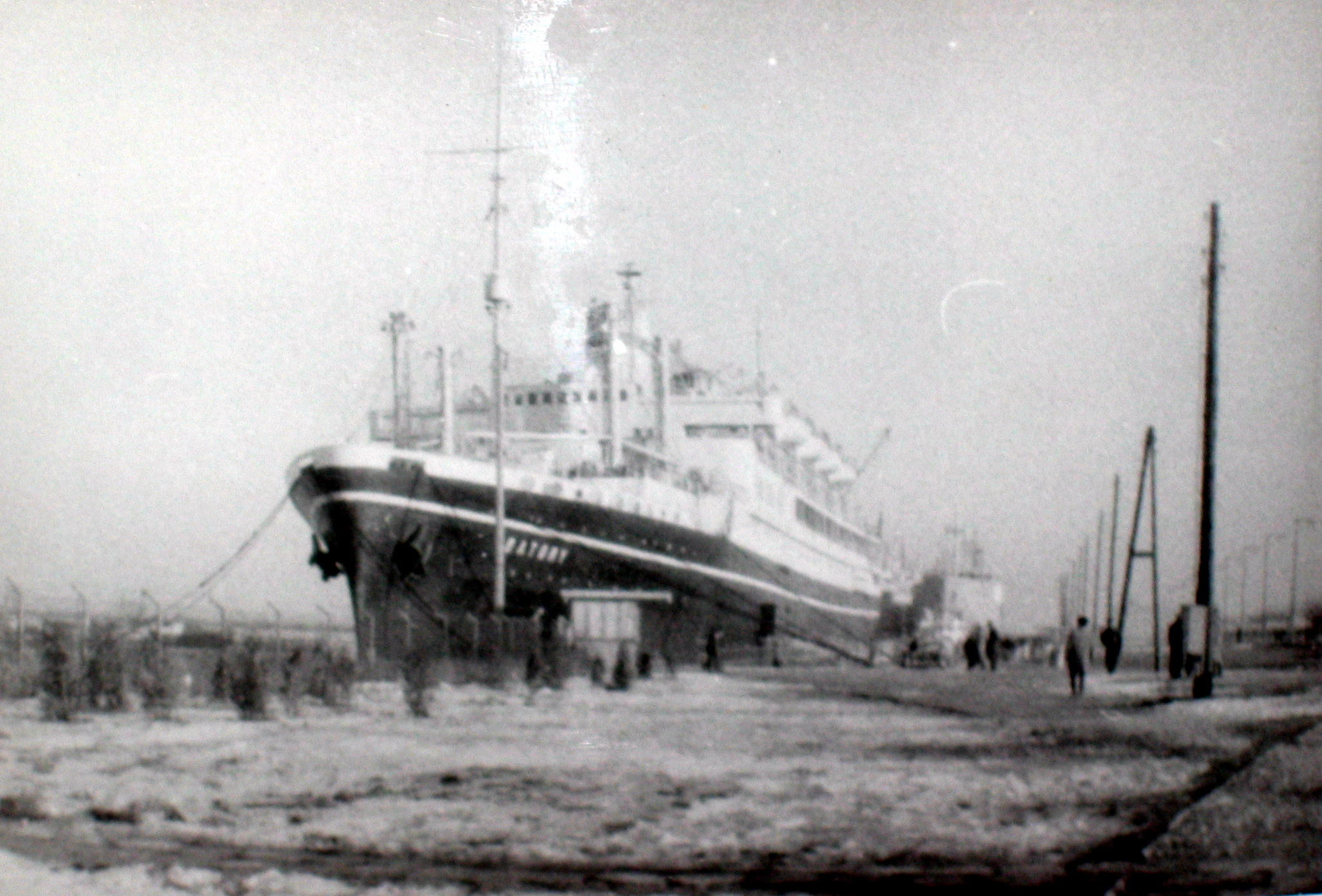
Przy Skwerze Kościuszki krótko po powrocie z wojny

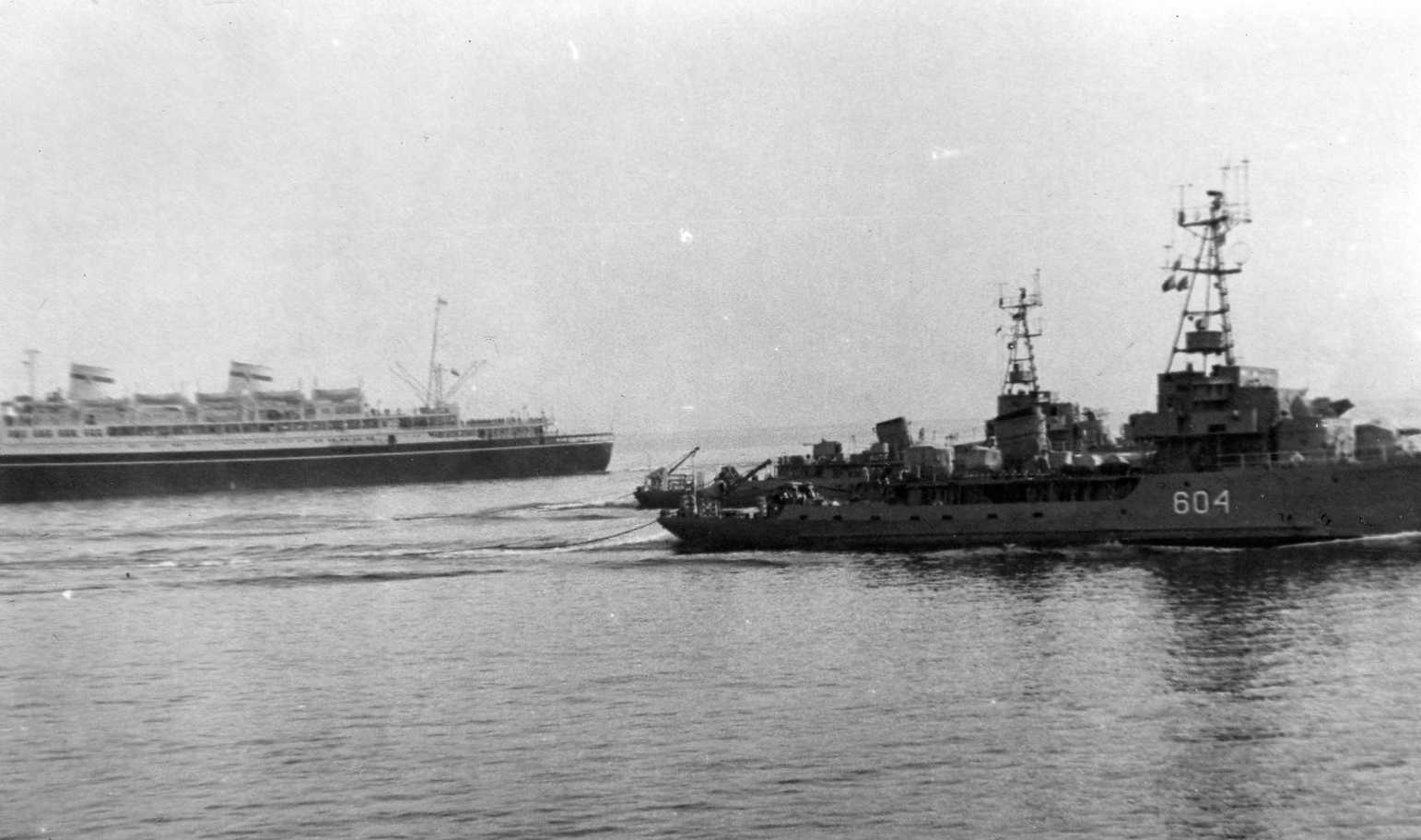
Koniec lat 50.: „Batory” i ORP „Dzik”

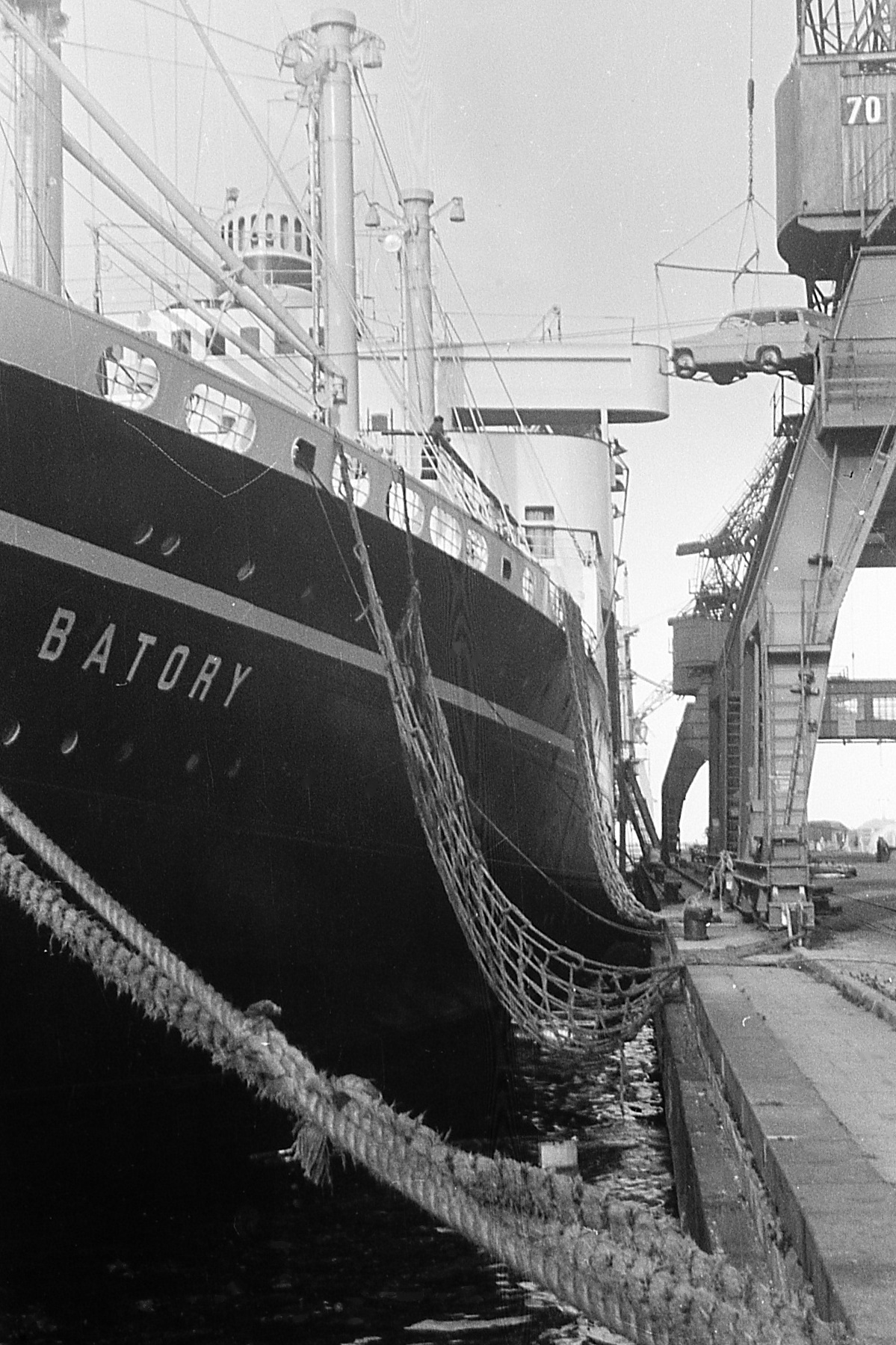
W porcie w Gdyni w latach 60.

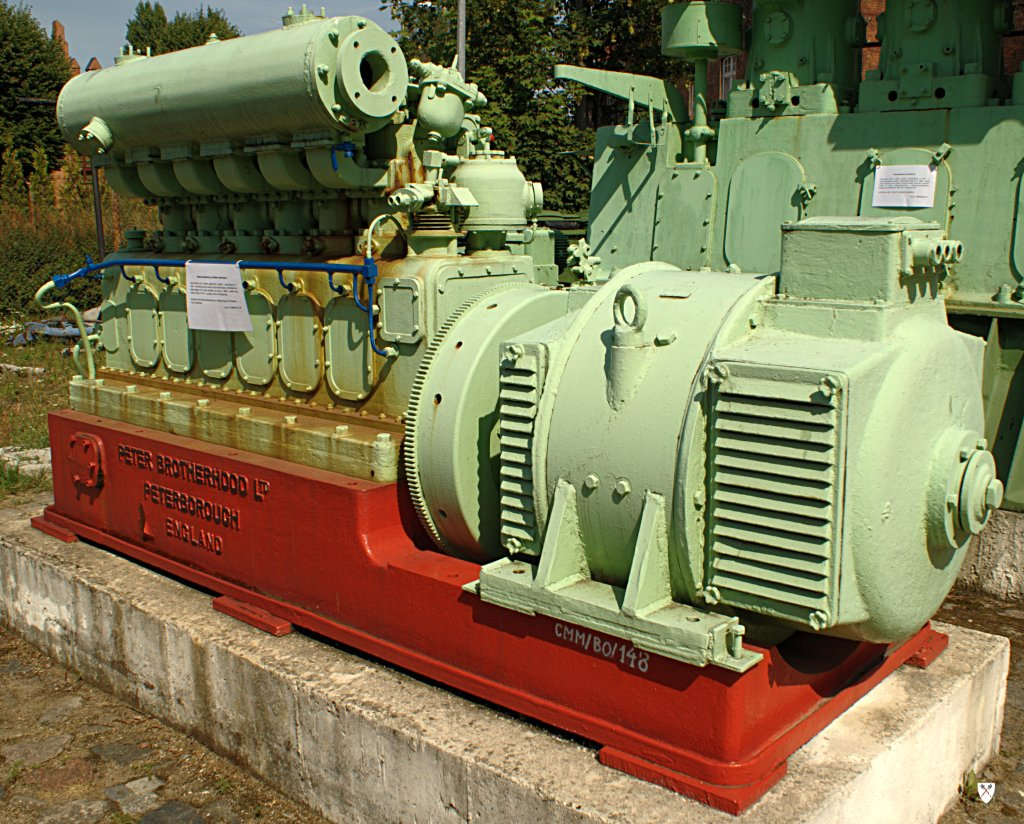
Zespół prądotwórczy z „Batorego” w Narodowym Muzeum Morskim w Gdańsku

MS Batory – polski statek pasażerski, transatlantyk, będący jednostką bliźniaczą MS Piłsudski. Statek wszedł do służby w roku 1936 i pływał do 1969. Po dwóch latach od zakończenia służby, w latach 1971–1972 został zezłomowany w Hongkongu. Miał przydomek „Lucky Ship”. Jego następcą był TSS „Stefan Batory”.

## Historia

### Projekt
Na początku lat 30. XX wieku Polskie Transatlantyckie Towarzystwo Okrętowe (PTTO) dysponowało trzema przestarzałymi jednostkami, które były przystosowane do transportu emigrantów do Stanów Zjednoczonych (SS „Polonia”, „Pułaski” i „Kościuszko”). Jednostki te nie spełniały najnowszych standardów transportu pasażerskiego i przewidywano wycofanie ich z eksploatacji. W tym czasie podjęto decyzję o zmianie profilu linii północnoamerykańskiej, z emigranckiego na turystyczny. W takiej sytuacji koniecznością stała się budowa nowych jednostek, które spełniałyby najnowsze standardy. 27 października 1932 r. Rada Nadzorcza PTTO podjęła decyzję o budowie dwóch takich jednostek. Zapytania przetargowe wysłano do dziewięciu europejskich stoczni. Z otrzymanych odpowiedzi do dalszego postępowania wybrano dwie najbardziej korzystne: duńskiej stoczni Nakskov Skibsvaerft i włoskiej Cantieri Riuniti dell’Adriatico. Oferta włoska okazała się korzystniejsza z powodu nowoczesnych rozwiązań technicznych, niższej ceny, a także formy zapłaty, która w części miała być zrealizowana polskim węglem.

### Budowa
29 listopada 1933 roku w Warszawie dyrektorzy PTTO i przedstawiciel stoczni z Monfalcone podpisali umowę na budowę dwóch bliźniaczych jednostek pasażersko-towarowych. Wartość kontraktu wraz z odsetkami wynosiła ok. 1,9 mln dolarów. 13 grudnia 1933 roku podpisano umowę o dostawie włoskim kolejom polskiego węgla. Dostawy miały mieć wartość 60 milionów lirów, co stanowiło większość kontraktu na statki warte 69 milionów lirów
W 1934 r. Polskie Transatlantyckie Towarzystwo Okrętowe S.A. zmieniło nazwę na Gdynia–Ameryka Linie Żeglugowe S.A.
Pierwszy ze statków nazwano „Piłsudski”. Imię dla drugiej jednostki stało się przedmiotem dłuższej dyskusji. Ze strony Polonii amerykańskiej padła propozycja nadania imienia „Paderewski”. Armator preferował nazwanie statku „Kościuszko” po wycofywanej ze służby starszej jednostce. Ostatecznie wybrano nazwę „Batory”.
Położenie stępki pod budowę „Batorego” nastąpiło 1 maja 1934 roku, statek otrzymał numer budowy 1127. Wodowanie kadłuba odbyło się 3 lipca 1935 roku, a matką chrzestną była Jadwiga Barthel de Weydenthal. Pierwsze doświadczenia z eksploatacji „Piłsudskiego” pokazały jego nie najlepsze własności morskie, w związku z tym na budowanym „Batorym” należało wprowadzić drobne zmiany techniczne. 8 kwietnia 1936 roku, dwa miesiące po terminie przewidzianym w kontrakcie, nastąpiło przejęcie statku ze stoczni.

### Opis
MS „Batory” był dwuśrubowym motorowym statkiem pasażerskim mogącym w momencie oddania do służby przewozić 760 pasażerów i 1200 t ładunku. W tym czasie jego pojemność wynosiła 14 287 BRT, nośność 5560 t. Statek miał 7 pokładów użytkowych, wśród których były: pokład słoneczny (sundeck), łodziowy (boat-deck), spacerowy (promenada-deck), a także pokłady A, B, C i D. Kadłub był podzielony dziewięcioma grodziami wodoszczelnymi. Nowością na jednostkach tego typu było posiadanie kabin tylko dwóch klas: III i turystycznej. Dzięki takiemu rozwiązaniu można było lepiej planować rejsy i zaoferować klientom korzystniejsze warunki podróży.

### Wystrój i dekoracje
Zarówno MS „Batory”, jak i MS „Piłsudski” miały stać się pływającymi salonami i ambasadami kultury polskiej. Nad wystrojem obu transatlantyków czuwała Podkomisja Artystyczna w składzie: Wojciech Jastrzębowski (przewodniczący), Lech Niemojewski (sekretarz), Tadeusz Pruszkowski i Stanisław Brukalski. W efekcie doszło do współpracy licznego grona czołowych polskich artystów z grupy artystycznej „Bractwo św. Łukasza” (tzw. „łukaszkowcy”), którzy zaprojektowali nie tylko pomieszczenia (salony, palarnie, halle, kaplice etc.), ale również detale, jak np. zastawę stołową projektu Julii Keilowej i karty dań.
Znaczenie polskich transatlantyków w kontekście historii sztuki przypomniane zostało m.in. w czasie wystawy Sztuka wszędzie. Akademia Sztuk Pięknych w Warszawie 1904–1944 (Zachęta Narodowa Galeria Sztuki, 2012).

## Służba

### Pierwsze lata służby
21 kwietnia 1936 wyruszył w swój pierwszy rejs wycieczkowy na trasie: Wenecja – Dubrownik – Barcelona – Casablanca – Funchal – Lizbona – Londyn – Kanał Kiloński – Gdynia, gdzie zawinął 11 maja 1936. 17 maja w Gdyni nastąpiło uroczyste podniesienie bandery. Pierwszemu rejsowi poświęcony został pamiątkowy medal autorstwa Józefa Aumillera. W dziewiczą podróż z Gdyni do Nowego Jorku wyruszył 18 maja 1936 pod dowództwem kpt. Eustazego Borkowskiego.
W zależności od warunków pogodowych rejsy na tej trasie trwały od ośmiu do dziewięciu dni. Dzięki nowym statkom udział GAL-u w przewozach międzynarodowego stowarzyszenia armatorów transatlantyckich wzrósł z 1,5 procent w roku 1935 do 3 procent w 1938 roku.
3 czerwca 1937 jednostka została poważnie uszkodzona przez pożar instalacji elektrycznej w maszynowni w odległości 800 Mm od brzegów amerykańskich. Pomimo zniszczeń statek dotarł do Nowego Jorku o własnych siłach. Naprawa potrwała do 3 lipca tego roku.
Do wybuchu wojny pływał na trasie Gdynia – Kopenhaga – Nowy Jork – Halifax, odbywając 39 rejsów na tej trasie, a także 9 rejsów wycieczkowych.

### II wojna światowa
Po rozpoczęciu wojny „Batory” zawinął do St. John’s na Nowej Fundlandii, potem udał się do Nowego Jorku przez Halifax, gdzie wszedł 5 września 1939 roku. 19 września na „Batorym” doszło do strajku, zakończonego 22 września zejściem części załogi oraz usunięciem kapitana Eustazego Borkowskiego ze statku. Obowiązki dowódcy statku powierzono I oficerowi kpt. ż.w. Franciszkowi Szudzińskiemu. Tego samego dnia statek przeszedł do Halifaksu, gdzie stał do początku grudnia.
5 grudnia 1939 roku został zarekwirowany przez brytyjską Admiralicję i przeszedł w dowództwo brytyjskiego War Office, a następnego dnia dowództwo statku objął kpt. ż.w. Edward Pacewicz. Statek poddano przebudowie adaptacyjnej i uzbrojono. 23 grudnia wyszedł z Halifaksu do Glasgow, płynąc w konwoju wiozącym 1. Kanadyjską Dywizję Piechoty, do portu przeznaczenia zawinięto 31 grudnia.
W styczniu i lutym 1940 roku pływał po Morzu Śródziemnym i Czerwonym. 22 lutego zawinął do Liverpoolu w celu przebudowy, mającej na celu zwiększenie liczby przewożonych osób. W marcu 1940 roku miał przewozić żołnierzy korpusu ekspedycyjnego do Finlandii, jednak do tego nie doszło w związku z zakończeniem wojny zimowej. Z kolei w pierwszej dekadzie kwietnia 1940 roku miał transportować wojsko w celu okupacji rejonu Narwiku w neutralnej Norwegii, do czego też nie doszło z powodu agresji niemieckiej na ten kraj. 15 kwietnia 1940 roku przewiózł wojsko do Harstad w Norwegii, dwa dni później był już z powrotem w Szkocji. 13 maja wyruszył z Glasgow do Harstad z transportem żołnierzy, na pokładzie znajdowali się także norwescy ministrowie. W drogę powrotną do Gourock zabrał transport rannych. 5 czerwca zjawił się w Harstad, skąd zabrał 2268 żołnierzy wycofującego się korpusu ekspedycyjnego i w konwoju osłanianym przez okręt warsztatowy „Vindictive”, 10 czerwca dotarł do ujścia rzeki Clyde. Potem przewiózł do Brestu, gdzie dotarł 14 czerwca, III batalion Samodzielnej Brygady Strzelców Podhalańskich i pewną liczbę Francuzów.
16 czerwca 1940 roku rozpoczęto ewakuację z portów francuskich, w pierwszym rejsie z Saint-Nazaire do Plymouth przewieziono ponad 2300 osób. 19 czerwca 1940 roku doszło do buntu załogi – trzeba było zaprowadzić porządek wśród załogi hotelowej przy pomocy plutonu marynarzy z ORP „Gdynia”. 21 czerwca statek zjawił się na redzie Saint-Jean-de-Luz, skąd w ciągu doby zabrał (według różnych źródeł) od 2100 do 3000 osób. Zeszły one ze statku 24 i 25 czerwca w Plymouth, w tym też czasie nastąpiła zmiana na stanowisku dowódcy jednostki, którym został kpt. ż.w. Zygmunt Deyczakowski. 5 lipca 1940 roku „Batory” wyszedł z Greenock w składzie szybkiego konwoju do Halifaksu z ładunkiem angielskiego złota i papierów wartościowych, oprócz tego ładunku wiózł 36 skrzyń z wawelskimi arrasami i innymi precjozami ewakuowanymi z Polski. W drogę powrotną zaokrętowano 1200 żołnierzy kanadyjskich, którzy zeszli z pokładu 2 sierpnia w Liverpoolu. 5 sierpnia 1940 roku wyruszył w jedną ze swych najsłynniejszych podróży, z ewakuowanymi dziećmi do Australii. W czasie tego trwającego 73 dni rejsu otrzymał miano „rozśpiewanego statku”, gdyż dzieci podczas podróży śpiewały i tańczyły. 2 listopada statek wszedł do Wellington na Nowej Zelandii, gdzie 6 listopada przyjął na pokład 1300 żołnierzy, których wyokrętowano 15 grudnia w Suezie. Następnie „Batory” popłynął – wokół Afryki – do Gourock, gdzie zjawił się 8 lutego 1941 roku.
Dwa dni później zjawił się w Glasgow w celu dokonania remontu i wzmocnienia uzbrojenia przeciwlotniczego. Po zakończeniu prac stoczniowych, 26 lutego zaokrętowano 1850 pasażerów, którzy 9 marca zeszli ze statku w Halifaksie. 1 kwietnia w Halifaksie wizytę na „Batorym” złożył generał Władysław Sikorski. 10 kwietnia statek wyruszył w małym konwoju do Islandii, skąd pod eskortą wyszedł do Gourock. Po tym rejsie statek rozpoczął treningi do operacji desantowych. 18 czerwca wizytę na statku złożył prezydent Władysław Raczkiewicz. W grudniu 1941 roku „Batory” samotnie wyruszył z posiłkami do Gibraltaru, a w rejsie powrotnym wiózł ewakuowanych mieszkańców „Skały” i grupę Polaków zwolnionych z obozu Miranda de Ebro w Hiszpanii.
W styczniu 1942 roku popłynął na wody Afryki Zachodniej, skąd powrócił do Glasgow 22 marca. Od kwietnia do połowy czerwca dwukrotnie przewiózł oddziały kanadyjskie na trasie Halifax – Gourock. Następnie wyszedł z wojskiem w konwoju do Freetown, Sekondi-Takoradi i Lagos, skąd udał się do Nowego Jorku. Tam zaokrętował żołnierzy amerykańskich i przez Halifax oraz Reykjavík (gdzie zeszli z pokładu Amerykanie) wrócił 25 sierpnia do Gourock. Jeszcze w tym samym miesiącu stanął w doku w Glasgow w celu dostosowania do roli transportowca desantowego. Następnie prowadził ćwiczenia desantowe do planowanego lądowania w Afryce Północnej. 11 września 1942 roku na „Batorym” zaokrętowano w Liverpoolu żołnierzy amerykańskich i 26 października wyszedł w składzie konwoju KMF-1 do rejonu Oranu.
Desant wysadzono 8 listopada w zatoce Mersa Bu Zajar. Następnie jednostka wyruszyła w podróż powrotną i 17 listopada stanęła w Gourock. W dniach od 27 listopada do 6 grudnia 1942 roku statek przewiózł transport żołnierzy do Algieru. 9 grudnia, na redzie portu włoskie samoloty dokonały próby storpedowania „Batorego”, ale torpeda trafiła w sąsiedni statek z amunicją (ten i inne podobne przypadki nadały „Batoremu” przydomek lucky ship). 10 grudnia wyszedł z Algieru w składzie konwoju KMF-4 i 22 grudnia dotarł do Gourock.
W pierwszym kwartale 1943 roku „Batory” jeszcze dwukrotnie podążał z Gourock do Algieru, przewożąc oddziały wojska. Następny kwartał spędził na przygotowaniach do inwazji na Sycylię. 28 czerwca wyruszył z Gourock w składzie konwoju KMF-18, mając 1843 żołnierzy na pokładzie, których wyokrętowano 10 lipca koło Przylądka Passero na Sycylii. Jeszcze tego samego dnia odszedł na Maltę, skąd następnego dnia wyszedł w konwoju do Aleksandrii. W trakcie podróży miał kolizję z holenderskim statkiem „Christiaan Huygens”, w związku z czym 15 lipca został w Aleksandrii dokowany, a 29 lipca wyruszył na remont do Bombaju. Po trzymiesięcznym remoncie, od 26 listopada 1943 roku „Batory” transportował ludzi (w tym obywateli polskich) po wodach Oceanu Indyjskiego.
W połowie stycznia 1944 roku powrócił na Morze Śródziemne, gdzie odbył 11 podróży z żołnierzami 2. Korpusu Polskiego na trasie porty egipskie – Tarent. Przed wyruszeniem w pierwszą podróż, 19 stycznia jednostkę wizytował generał Władysław Anders. 19 czerwca dowódcą został kapitan żeglugi wielkiej Edward Pacewicz. 28 lipca wyruszył z Aleksandrii w ostatnią, dwunastą podróż z polskimi żołnierzami do Tarentu. 9 sierpnia 1944 roku rozpoczęto załadunek żołnierzy francuskich przeznaczonych do inwazji w południowej Francji, a „Batory” został flagową jednostką głównodowodzącego wojsk francuskich, gen. Jeana de Lattre de Tassigny’ego. Desant wysadzono 16 sierpnia pod Saint-Tropez, po czym jednostka udała się do Oranu.
Od 12 września, przez kolejny miesiąc, statek wykonał trzy podróże z wojskiem (z Oranu lub Neapolu) do Marsylii. 15 października wyszedł z Algieru w konwoju do południowej Anglii z transportem 1800 żołnierzy. 22 października w Plymouth zaokrętowano dyplomatów państw alianckich, akredytowanych przy rządzie francuskim. Zeszli oni na ląd następnego dnia w Bretanii, w ujściu rzeki Morlaix. Następnie w Glasgow „Batory” poddany został remontowi, który zakończył się 14 grudnia. W jego trakcie, 9 listopada, na statek powrócił dowódca kpt. ż.w. Zygmunt Deyczakowski. 19 grudnia wyszedł z Glasgow w konwoju do Indii z brytyjskimi urzędnikami, których wyokrętowano 11 stycznia 1945 roku w Bombaju. 14 stycznia wyszedł w konwoju z Bombaju do Mombasy, a stamtąd przez Morze Śródziemne powrócił do Gourock, gdzie zawinął 20 lutego 1945 roku.

### Okres powojenny
Następnie do maja poddany został remontowi. W tym czasie znajdował się w dyspozycji United Maritime Authority, przewoził żołnierzy do ich ojczystych krajów: z Islandii, z Funchal na Maderze i Neapolu. 9 lipca w związku z cofnięciem uznania dla rządu londyńskiego, ze statku zeszła większość załogi. 13 lipca podpisano umowę z brytyjskim Ministry of War Transport dotyczącą dzierżawy „Batorego” na zasadach „bare boat charter” i dwa dni później opuszczono polską banderę, oddając statek w zarząd brytyjskiemu armatorowi Lamport & Holt Line Ltd. Ponieważ Brytyjczykom zabrakło ludzi do obsadzenia jednostki, zatrudnili oni dotychczasową załogę. 2 sierpnia 1945 roku statek wyszedł z Glasgow do Port Saidu, gdzie 9 sierpnia wyokrętowano pasażerów. Przez następne pół roku woził brytyjskich żołnierzy z Bliskiego Wschodu do portów południowej Francji, 28 grudnia powrócił do Glasgow, gdzie poddano go remontowi.
4 stycznia 1946 roku kapitan Deyczakowski zdał dowodzenie kpt. ż.w. Franciszkowi Szudzińskiemu. Remont statku zakończył się w końcu stycznia. 2 lutego jednostka wyruszyła z wojskiem do Port Saidu, gdzie dotarła 10 lutego, następnie skierowała się do Bombaju, gdzie zjawiła się 20 lutego. Tam zaokrętowano brytyjskich żołnierzy i „Batory” skierował się do Glasgow, gdzie przybył 16 marca. 2 kwietnia został zwrócony GAL-owi i podniesiono na nim ponownie polską banderę. 15 kwietnia kapitan Szudziński zdał statek kpt. ż.w. Janowi Ćwiklińskiemu. W końcu kwietnia skierowano go do rekonwersji na statek pasażerski. Zadanie to otrzymała stocznia Mercantile Marine Engineering & Graving Docks Co. S.A. w Antwerpii, po czterech miesiącach planowano przebudowę zakończyć. W czasie prac stoczniowych, 26 lipca 1946 roku, w radiokabinie statku wybuchł groźny pożar, który mało brakowało, a zniszczyłby „Batorego”. Przebudowę zakończono 1 kwietnia 1947 roku, a statek od razu (tzn. po zakończeniu prób zdawczo-odbiorczych – 5 kwietnia) udał się do Nowego Jorku (zawijając po drodze do Southampton). 30 kwietnia 1947 roku powrócił (po raz pierwszy po wojnie) do Gdyni. W 1949 r. nieświadomie nielegalnie wywiózł z USA aresztowanego tam i zwolnionego za kaucją agenta Kominternu Gerharta Eislera. Była to druga próba ucieczki Eislera z USA; pierwsza miała miejsce w 1948 roku. Na linii północnoamerykańskiej pływał do kwietnia 1951 roku, kiedy w wyniku retorsji po „sprawie Eislera” ze strony USA linię zawieszono po odbyciu 46 rejsów. W międzyczasie (od 1 stycznia 1951 roku) stał się własnością Polskich Linii Oceanicznych.
Od kwietnia do 18 lipca 1951 roku w brytyjskiej stoczni Palmers Shipbuilding & Iron Co., Ltd w Hebburn-on-Tyne poddano go adaptacji do warunków tropikalnych, m.in. polegającej na przemalowaniu kadłuba na kolor biały i 23 sierpnia zainaugurował rejsy na linii pakistańsko-indyjskiej, na trasie Gdynia – Southampton – Gibraltar – czasami Valletta – Port Said – Suez – Aden – Karaczi – Bombaj, na której odbył 25 podróży. W tym okresie wykonywał też rejsy wycieczkowe, m.in. w sierpniu 1952 roku zabrał do Helsinek grupę polskich olimpijczyków. 19 czerwca 1953 roku w czasie remontu w brytyjskiej stoczni Palmers Shipbuilding & Iron Co., Ltd w Hebburn-on-Tyne zszedł ze statku jego dowódca kapitan Jan Ćwikliński (ostrzeżono go, że po powrocie do Polski zostanie aresztowany przez Urząd Bezpieczeństwa pod zarzutem szpiegostwa), jednostka powróciła do kraju pod dowództwem starszego oficera, a 23 czerwca dowodzenie objął kpt. ż.w. Tadeusz Meissner.
Około 3 listopada 1954 roku koło Krety, w czasie setnego rejsu liniowego, ogromna fala śmiertelnie poraniła jednego z marynarzy (Klemensa Misielskiego) pracujących na pokładzie dziobowym, a trzech dalszych (Jana Rutkowskiego, Stefana Stanisza i Mieczysława Bielińskiego) zmyła za burtę, ponadto lżejszych obrażeń doznali bosman Feliks Czyżewski oraz marynarze Zdzisław Krzywonia i Witold Madejski; po siedmiogodzinnych poszukiwaniach zmytych do morza marynarzy uznano za zaginionych. Wypadek spowodował zmianę na stanowisku dowódcy jednostki (kapitan Meissner, po procesie w Izbie Morskiej, oczyszczony z zarzutu spowodowania wypadku), którym z dniem 9 listopada 1954 roku został kpt. ż.w. Mirosław Głowacki, którego z kolei 9 sierpnia 1956 roku zastąpił kpt. ż.w. Franciszek Szudziński.
Pod koniec października 1956 roku, tuż przed zablokowaniem Kanału Sueskiego, „Batory” zdążył go opuścić. 26 stycznia 1957 roku zakończył ostatni rejs na linii pakistańsko-indyjskiej. Po nim postanowiono ponownie skierować „Batorego” na północny Atlantyk.
Od lutego do maja 1957 roku przeszedł modernizację połączoną z remontem w stoczni Norddeutscher Lloyd w Bremerhaven. Powrócono również do pierwotnego malowania, czyli czarny kadłub i białe nadbudówki. Podczas remontu wymieniono drewniane szalupy ratunkowe na nowe, z tworzyw sztucznych, jedną z nich wykorzystali polscy żeglarze wykonując na niej rejs z Gdyni na Martynikę. 26 sierpnia 1957 roku statek powrócił na Atlantyk, na linię kanadyjską (Gdynia – Kopenhaga – Southampton – Montreal). 12 listopada 1960 roku statek uratował załogę kanadyjskiego drewnowca „Septilis Trader”. W okresie od 16 stycznia do 11 kwietnia 1965 roku statek przeszedł kapitalny remont, po raz pierwszy całkowicie przeprowadzony w kraju. 22 stycznia 1967 roku uratował rozbitków z holenderskiego statku „Jacob Verolme”. 17 kwietnia 1967 roku w rejonie latarniowca Øresund w pobliżu Kopenhagi „Batory” zderzył się z fińskim statkiem „Arcturus”, nie odnosząc większych uszkodzeń. Na linii kanadyjskiej odbył 112 rejsów. W okresie zimowym wykonywał także rejsy wycieczkowe. Statkiem w tym okresie dowodzili m.in. kapitanowie Jan Godecki, Tadeusz Drączkowski, ponownie Tadeusz Meissner. Jego ostatnim kapitanem był Jerzy Pszenny.

### Wycofanie ze służby i złomowanie
Od 1 lipca 1969 roku „Batory” pełnił funkcję hulku hotelowego w Gdyni (jego właścicielem zostało Prezydium Miejskiej Rady Narodowej w Gdańsku, a zarządzającym Miejskie Przedsiębiorstwo Turystyczne „Gdańsk-Tourist”). 10 grudnia 1970 roku, wobec nieopłacalności dalszej eksploatacji jako pływający hotel, został zwrócony Polskim Liniom Oceanicznym. Po prawie dwóch latach pobytu na emeryturze, 11 marca 1971 roku, wbrew protestom wielu miłośników morza, sprzedano go na złom stoczni Yau Wing Metal Junk w Hongkongu. 30 marca wyszedł w swój ostatni rejs do stoczni złomowej, gdzie zawinął 11 maja. 26 maja nastąpiło osadzenie statku na brzegu stoczni złomowej, a 2 czerwca opuszczenie bandery i rozpoczęcie procesu złomowania.
W ostatnim rejsie statkiem dowodził kpt. ż.w. Krzysztof Meissner, syn Tadeusza Meissnera, wcześniej starszy oficer „Batorego”.
W swojej karierze statek odbył 222 rejsy liniowe, przewożąc ponad 270 tysięcy pasażerów, w 59 wojennych podróżach przewiózł dalsze około 120 tysięcy osób jako transportowiec i odbył 75 rejsów wycieczkowych, przewożąc około 30 tysięcy pasażerów.

## Pełna charakterystyka
Opracowano na podstawie materiału źródłowego: Jerzy Pertek: Królewski statek Batory. Gdańsk: Wydawnictwo Morskie, 1975 i 1979. Brak numerów stron w książce
- Sygnał rozpoznawczy: SPEE
- Klasyfikacja (typ) statku: statek pasażersko-drobnicowy (do grudnia 1939), transportowiec wojska (od grudnia 1939), transportowiec desantowy[45] (od sierpnia 1942), statek pasażersko-drobnicowy (od kwietnia 1947), hulk hotelowy (od lipca 1969)
- Zamówiony: 29 listopada 1933
- Położenie stępki: 1 maja 1934
- Chrzest i wodowanie: 3 lipca 1935
- Matka chrzestna: Jadwiga Barthel de Weydenthal
- Przekazanie armatorowi: 8 kwietnia 1936
- Inauguracja służby pod polską banderą: 21 kwietnia 1936 rejs wycieczkowy Triest – Gdynia.
- Uroczyste poświęcenie bandery w Gdyni: 17 maja 1936
- Stocznia: Cantieri Riuniti dell’ Adriatico, Monfalcone (Włochy)
- Numer budowy: 1127
- Modernizacje i przebudowy: grudzień 1939: Halifax (Kanada); luty – marzec 1940: Liverpool (Wielka Brytania); sierpień 1942: Glasgow (Wielka Brytania); kwiecień 1946 – kwiecień 1947: Mercantile Marine Engineering & Graving Docks Co. S.A., Antwerp (Belgia); kwiecień – lipiec 1951: Palmers Shipbuilding & Iron Co., Ltd, Hebburn-on-Tyne (Wielka Brytania); luty – maj 1957: Norddeutscher Lloyd, Bremerhaven (RFN)
- Pojemność kontraktowa: brutto/netto 14 400/8650 RT
- Pojemność rzeczywista: brutto 14 287 RT[46]
- Pojemność rzeczywista: netto do kwietnia 1947: 8102 RT; od kwietnia 1947: 7923 RT
- Nośność do kwietnia 1947: 5560 ton; od kwietnia 1947: 5520 ton; od maja 1957: 5608 ton
- Długość całkowita początkowo: 160,4 m; od kwietnia 1947: 160,3 m
- Długość między pionami: 152 m
- Szerokość: 21,58 m
- Zanurzenie: 7,54 m
- Napęd: 2 silniki wysokoprężne Sulzer(inne języki)-Diesel typu 9 SD 72, pojedynczego działania, bezsprężarkowe, 9-cylindrowe
- * Moc napędu do kwietnia 1947: 12 680 KM[46]; od kwietnia 1947: 12 500 KM
- Liczba śrub: 2
- Prędkość kontraktowa do kwietnia 1947: 20 węzłów; od kwietnia 1947: 18 węzłów
- Prędkość eksploatacyjna do kwietnia 1947: 18 węzłów; od kwietnia 1947: 17 węzłów
- Liczba pokładów: 7 (4 w kadłubie D,C,B i A i 3 w nadbudówkach: spacerowy, łodziowy i słoneczny)
- Liczba ładowni: 4 (częściowo chłodzone)
- Liczba miejsc pasażerskich do marca 1940: 760 (kl. turystyczna – 355 i kl. III – 405); od marca 1940: 1650 żołnierzy; od lutego 1941: 2200 żołnierzy; od kwietnia 1947: 832 (kl. I – 412, kl. turystyczna – 420); od maja 1957: 816 (kl. I – 76, kl. turystyczna – 740); od lipca 1969: 600 miejsc hotelowych
- Liczba członków załogi: do grudnia 1939: 313 osób; od grudnia 1939: brak danych; od kwietnia 1947: 343 osoby
- Uzbrojenie od grudnia 1939: 1 działo 102 mm, 2 karabiny maszynowe 7,7 mm (2 × I); od lutego 1941: 1 działo 102 mm, 12 karabinów maszynowych 7,7 mm (3 × IV); od sierpnia 1942: 1 działo 152 mm, 2 działa przeciwlotnicze 76 mm (1 × II), 2 działa przeciwlotnicze 40 mm (1 × II), 10 dział przeciwlotniczych 20 mm (6 × I), 4 wyrzutnie niekierowanych przeciwlotniczych pocisków rakietowych (po 12 rakiet), 12 kutrów desantowych typu LCP(R), 12 szturmowych barek desantowych typu LCP(S), 1 kuter desantowy typu LCM(3), 4 bomby głębinowe[47]; od 1943 (?): 1 działo 152 mm, 2 działa przeciwlotnicze 76 mm (1 × II), 2 działa przeciwlotnicze 40 mm (1 × II), 14 dział przeciwlotniczych 20 mm (6 × II, 2 × I), 4 wyrzutnie niekierowanych przeciwlotniczych pocisków rakietowych (po 12 rakiet), 12 kutrów desantowych typu LCP(R), 12 szturmowych kutrów desantowych typu LCP(S), 1 kuter desantowy typu LCM(3), 4 bomby głębinowe[22]
- Armator: do 15 lipca 1945: Gdynia-Ameryka Linie Żeglugowe S.A., Gdynia; od 15 lipca 1945: Lamport & Holt Line Ltd, London (operator); od 2 kwietnia 1946: Gdynia-Ameryka Linie Żeglugowe S.A., Gdynia; od 1 stycznia 1951: Polskie Linie Oceaniczne, Gdynia; od 1 lipca 1969: Miejski Ośrodek Sportu, Turystyki i Wypoczynku, Gdańsk (dzierżawca); od 10 grudnia 1970: Polskie Linie Oceaniczne, Gdynia
- Bandera: do 15 lipca 1945: polska; od 15 lipca 1945: brytyjska; od 2 kwietnia 1946: polska
- Port macierzysty: Gdynia
- Złomowanie: w stoczni złomowej Yau Wing Metal Junk w Hongkongu, rozpoczęto w czerwcu 1971, zakończone w 1972 roku
- Jednostka bliźniacza: MS Piłsudski
- Kontynuator tradycji: TSS Stefan Batory